# Río Yaque del Norte
Rio Yaque del Norte è un fiume della Repubblica Dominicana. È il fiume più lungo del paese ed il secondo dell'isola dopo il Río Artibonito che nasce anch'esso in Repubblica Dominicana ma percorre la maggior parte del tragitto in Haiti.